# Pombos (Pernambuco)
Pombos é um município brasileiro do estado de Pernambuco. O município é formado pelo distrito sede e pelos povoados de Dois Leões e Nossa Senhora do Carmo.

## História
A ocupação desta região remonta ao século XVIII.
Os irmãos José Manoel de Melo e Manoel Gomes de Assunção, proprietários dos primeiros engenhos no local, construiram algumas casas nas margens do rio Água Azul. O povoado foi chamado de Tubibas. Posteriormente foi comprado pelo padre Galdino Soares Pimentel, que juntamente com os habitantes, construiu a capela dedicada a Nossa Senhora dos Impossíveis.
A presença de pombos selvagens, do tipo Tubira, era constante na fauna local. Era comum a caça a estes animais, sobretudo dos moradores da Cidade do Braga (hoje Vitória de Santo Antão). Após a caça, os caçadores diziam: "Fizemos o São João nos pombos". Isto fez com que o povoado passasse a ser denominado oficialmente São João nos Pombos, e finalmente, Pombos.
O distrito foi criado com a denominação de Pombos, pela lei municipal nº 168, de 15 de junho de 1908, criados também pela lei municipal nº 192, de 16 de maio de 1914. Pertencia ao município de Vitória de Santo Antão. Foi elevado à categoria de município pela lei estadual nº 4989, de 20 de dezembro de 1963.

## Geografia
Localiza-se a uma latitude 08º08'29" sul e a uma longitude 35º23'45" oeste, estando a uma altitude de 208 metros. Sua população estimada em 2021 segundo o IBGE era de 27.204 habitantes, distribuídos em uma área de 239.876 km².
O município de Pombos faz parte da unidade das Superfícies Retrabalhadas que é formada por áreas em que o relevo tem sofrido retrabalhamento intenso, estando bastante dissecado e com vales profundos. Os solos predominantes nos topos planos são os Latossolos profundos e bem drenados. Nas vertentes íngremes predominam os solos Podzólicos pouco a medianamente profundos e bem drenados. Nos fundos de vales estreitos, observa-se a ocorrência de Gleissolos de Várzea, com solos orgânicos e encharcados.
A precipitação média anual é de 1309,9 mm.
A vegetação nativa é constituída de Floresta Subperenifólia, com partes de Floresta Hipoxerófila.
O município de Pombos encontra-se inserido nos domínios da bacia hidrográfica do Rio Capibaribe.